# Attilio Ariosti

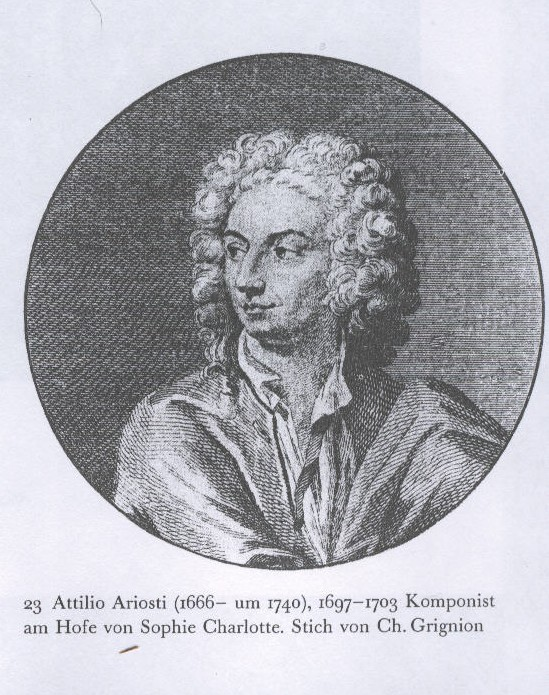
Attilio Ariosti

Attilio Ariosti, född 5 november 1666 i Bologna, död 1729, var en italiensk tonsättare och klosterbroder.
I sin operamusik påverkad av Jean-Baptiste Lully och Alessandro Scarlatti. Efter 1697 var Ariosti verksam som hovkompositör i Berlin, senare i Wien samt efter förnyad klostervistelse, framför allt i London. Ariosti skrev ett 20-tal operor och därutöver kyrkokantater, oratorier och kammarmusik.